# Tour de France 2005

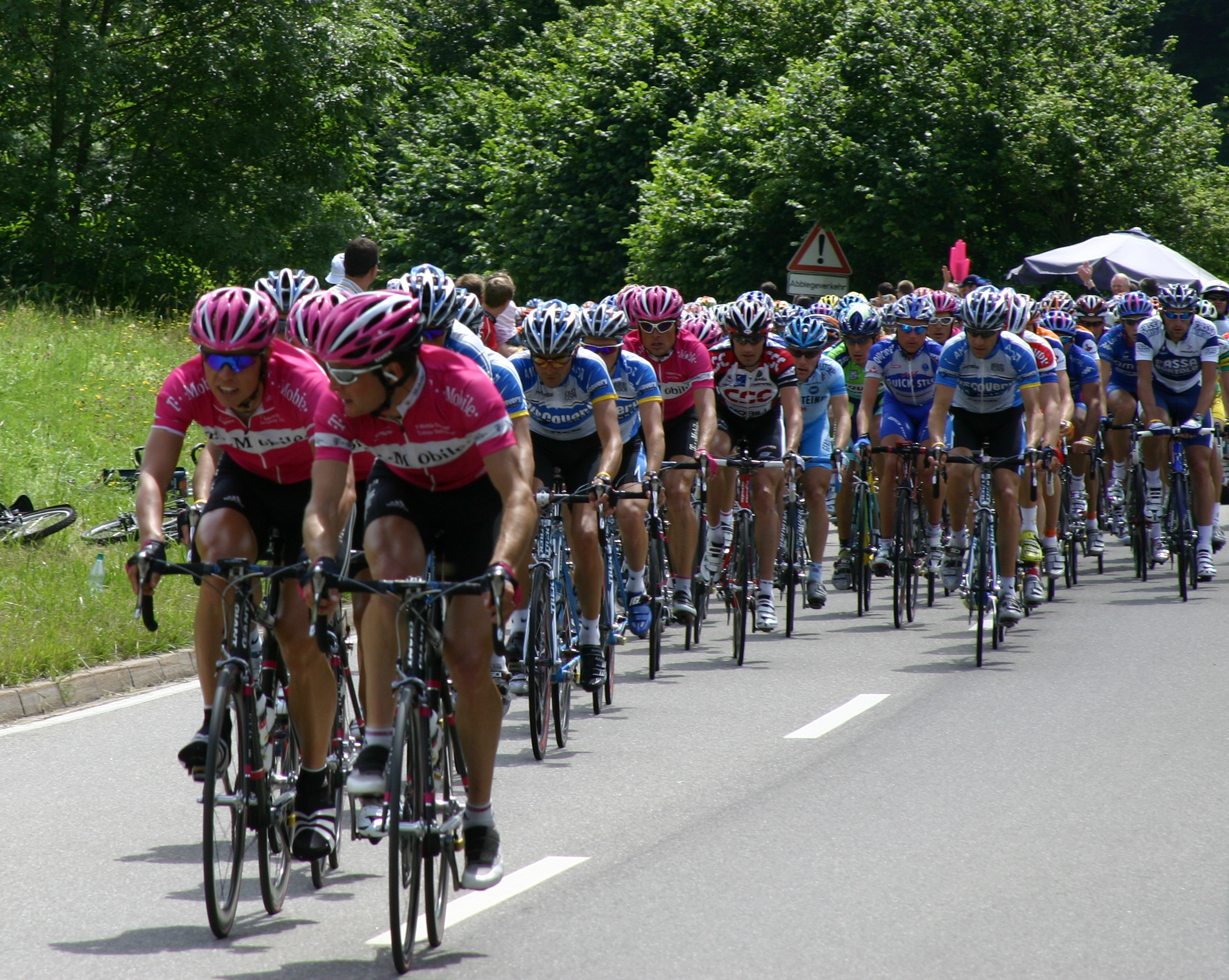
Kolarze na trasie do Gérardmer

92. Tour de France rozpoczął się 2 lipca 2005 we Fromentine, a zakończył 24 lipca 2005 w Paryżu. Wyścig składał się z 21 etapów, w tym 8 płaskich, 5 pagórkowatych, 5 górskich i 3 etapów jazdy na czas. Cała trasa liczyła 3592 km. Rywalizację rozpoczęło 189 kolarzy z 21 grup zawodowych.

## Klasyfikacje
Klasyfikację generalną wygrał po raz siódmy z rzędu Amerykanin Lance Armstrong, wyprzedzając Włocha Ivana Basso i Niemca Jana Ullricha. Do czasu dyskwalifikacji Amerykanin był pierwszym kolarzem w historii, który siedmiokrotnie wygrywał Wielką Pętlę. Norweg Thor Hushovd wygrał klasyfikację punktową, Duńczyk Michael Rasmussen wygrał klasyfikację górską, a Ukrainiec Jarosław Popowycz był najlepszy w klasyfikacji młodzieżowej. Najaktywniejszym kolarzem został Hiszpan Óscar Pereiro. W klasyfikacji drużynowej najlepsza była niemiecka drużyna T-Mobile Team. W 2012 roku wynik Ullricha został anulowany.

## Doping
Przed rozpoczęciem 11. etapu aresztowany został Włoch Dario Frigo po tym, jak policja znalazła erytropoetynę (EPO) w samochodzie jego żony
Trzeci kolarz klasyfikacji generalnej, Jan Ullrich za stosowanie dopingu został w 2012 r. pozbawiony wszystkich wyników z lat 2005–2007. Dziewiąty kolarz klasyfikacji generalnej, Amerykanin Levi Leipheimer został w 2012 roku pozbawiony wszystkich wyników z lat 1999–2006 po tym, jak przyznał się do stosowania dopingu. W tym samym roku dwaj kolejni amerykańscy kolarze: George Hincapie i David Zabriskie także zostali pozbawieni wyników za doping. Hincapie utracił wyniki z lat 2004–2006, a Zabriskie z lat 2003–2006.
W 2007 r. do stosowania między innymi (EPO) w latach 1991–2006 przyznał się Niemiec Jörg Jaksche z drużyny Liberty Seguros.
W 2012 r. Armstrong został dożywotnio zdyskwalifikowany za stosowanie dopingu przez Amerykańską Agencję Antydopingową. Anulowano także wszystkie jego wyniki począwszy od 1 sierpnia 1998 roku. W 2013 roku Armstrong przyznał się do stosowania między innymi EPO, transfuzji krwi, testosteronu i kortyzonu. Mimo to Ullrich stwierdził, że Amerykaninowi powinno się przywrócić wszystkie wyniki, z uwagi na powszechność stosowania dopingu wśród kolarzy w tamtych czasach.

## Drużyny
W tej edycji TdF wzięło udział 21 drużyn:
| - Discovery Channel - T-Mobile - Team CSC - Illes Balears-Caisse d’Épargne - Davitamon-Lotto - Rabobank - Phonak | - Fassa Bortolo - Saunier Duval-Prodir - Liberty Seguros-Würth - Crédit Agricole - Liquigas-Bianchi - Cofidis - Quick Step | - Bouygues Télécom - Lampre-Caffita - Gerolsteiner - Française des Jeux - Domina Vacanze - Euskaltel-Euskadi - Ag2r |

## Etapy
| 1  | 2 lipca  | Fromentine – Noirmoutier-en-l’Île         | ITT 19,0 km   | David Zabriskie     |               |               |               |
| 2  | 3 lipca  | Challans – Les Essarts                    | 181,5 km      | Tom Boonen          |               |               |               |
| 3  | 4 lipca  | La Châtaigneraie – Tours                  | 212,5 km      | Tom Boonen          |               |               |               |
| 4  | 5 lipca  | Tours – Blois                             | TTT 67,5 km   | Discovery Channel   |               |               |               |
| 5  | 6 lipca  | Chambord – Montargis                      | 183,0 km      | Robbie McEwen       |               |               |               |
| 6  | 7 lipca  | Troyes – Nancy                            | 199,0 km      | Lorenzo Bernucci    |               |               |               |
| 7  | 8 lipca  | Lunéville – Karlsruhe                     | 228,5 km      | Robbie McEwen       |               |               |               |
| 8  | 9 lipca  | Pforzheim – Gérardmer                     | 231,5 km      | Pieter Weening      |               |               |               |
| 9  | 10 lipca | Gérardmer – Miluza                        | 171,0 km      | Michael Rasmussen   |               |               |               |
|    | 11 lipca | Dzień przerwy                             | Dzień przerwy | Dzień przerwy       | Dzień przerwy | Dzień przerwy | Dzień przerwy |
| 10 | 12 lipca | Grenoble – Courchevel                     | 192,5 km      | Alejandro Valverde  |               |               |               |
| 11 | 13 lipca | Courchevel – Briançon                     | 173,0 km      | Aleksandr Winokurow |               |               |               |
| 12 | 14 lipca | Briançon – Digne-les-Bains                | 187,0 km      | David Moncoutié     |               |               |               |
| 13 | 15 lipca | Miramas – Montpellier                     | 173,5 km      | Robbie McEwen       |               |               |               |
| 14 | 16 lipca | Agde – Ax 3 Domaines                      | 220,5 km      | Georg Totschnig     |               |               |               |
| 15 | 17 lipca | Lézat-sur-Lèze – Saint-Lary-Soulan        | 205,5 km      | George Hincapie     |               |               |               |
|    | 18 lipca | Dzień przerwy                             | Dzień przerwy | Dzień przerwy       | Dzień przerwy | Dzień przerwy | Dzień przerwy |
| 16 | 19 lipca | Mourenx – Pau                             | 180,5 km      | Óscar Pereiro       |               |               |               |
| 17 | 20 lipca | Pau – Revel                               | 239,5 km      | Paolo Savoldelli    |               |               |               |
| 18 | 21 lipca | Albi – Mende                              | 189,0 km      | Marcos Serrano      |               |               |               |
| 19 | 22 lipca | Issoire – Le Puy-en-Velay                 | 153,5 km      | Giuseppe Guerini    |               |               |               |
| 20 | 23 lipca | Saint-Étienne                             | ITT 55,5 km   | Lance Armstrong     |               |               |               |
| 21 | 24 lipca | Corbeil-Essonnes – Paryż (Champs-Élysées) | 144,5 km      | Aleksandr Winokurow |               |               |               |

## Liderzy klasyfikacji po etapach
| Etap                 | Zwycięzca            | Klasyfikacja generalna | Klasyfikacja punktowa | Klasyfikacja górska | Klasyfikacja młodzieżowa | Klasyfikacja drużynowa |
| -------------------- | -------------------- | ---------------------- | --------------------- | ------------------- | ------------------------ | ---------------------- |
| 1                    | David Zabriskie      | David Zabriskie        | David Zabriskie       | Brak                | Fabian Cancellara        | Team CSC               |
| 2                    | Tom Boonen           | David Zabriskie        | Tom Boonen            | Thomas Voeckler     | Fabian Cancellara        | Team CSC               |
| 3                    | Tom Boonen           | David Zabriskie        | Tom Boonen            | Erik Dekker         | Jarosław Popowycz        | Team CSC               |
| 4                    | Discovery Channel    | Lance Armstrong        | Tom Boonen            | Erik Dekker         | Jarosław Popowycz        | Team CSC               |
| 5                    | Robbie McEwen        | Lance Armstrong        | Tom Boonen            | Erik Dekker         | Jarosław Popowycz        | Team CSC               |
| 6                    | Lorenzo Bernucci     | Lance Armstrong        | Tom Boonen            | Karsten Kroon       | Jarosław Popowycz        | Team CSC               |
| 7                    | Robbie McEwen        | Lance Armstrong        | Tom Boonen            | Fabian Wegmann      | Jarosław Popowycz        | Team CSC               |
| 8                    | Pieter Weening       | Lance Armstrong        | Tom Boonen            | Michael Rasmussen   | Władimir Karpiec         | Team CSC               |
| 9                    | Michael Rasmussen    | Jens Voigt             | Tom Boonen            | Michael Rasmussen   | Władimir Karpiec         | Team CSC               |
| 10                   | Alejandro Valverde   | Lance Armstrong        | Tom Boonen            | Michael Rasmussen   | Alejandro Valverde       | Team CSC               |
| 11                   | Aleksandr Winokurow  | Lance Armstrong        | Tom Boonen            | Michael Rasmussen   | Alejandro Valverde       | Team CSC               |
| 12                   | David Moncoutié      | Lance Armstrong        | Thor Hushovd          | Michael Rasmussen   | Alejandro Valverde       | Team CSC               |
| 13                   | Robbie McEwen        | Lance Armstrong        | Thor Hushovd          | Michael Rasmussen   | Jarosław Popowycz        | Team CSC               |
| 14                   | Georg Totschnig      | Lance Armstrong        | Thor Hushovd          | Michael Rasmussen   | Jarosław Popowycz        | T-Mobile Team          |
| 15                   | George Hincapie      | Lance Armstrong        | Thor Hushovd          | Michael Rasmussen   | Jarosław Popowycz        | T-Mobile Team          |
| 16                   | Óscar Pereiro        | Lance Armstrong        | Thor Hushovd          | Michael Rasmussen   | Jarosław Popowycz        | T-Mobile Team          |
| 17                   | Paolo Savoldelli     | Lance Armstrong        | Thor Hushovd          | Michael Rasmussen   | Jarosław Popowycz        | Discovery Channel      |
| 18                   | Marcos Serrano       | Lance Armstrong        | Thor Hushovd          | Michael Rasmussen   | Jarosław Popowycz        | T-Mobile Team          |
| 18                   | Giuseppe Guerini     | Lance Armstrong        | Thor Hushovd          | Michael Rasmussen   | Jarosław Popowycz        | T-Mobile Team          |
| 20                   | Lance Armstrong      | Lance Armstrong        | Thor Hushovd          | Michael Rasmussen   | Jarosław Popowycz        | T-Mobile Team          |
| 21                   | Aleksandr Winokurow  | Lance Armstrong        | Thor Hushovd          | Michael Rasmussen   | Jarosław Popowycz        | T-Mobile Team          |
| Klasyfikacja końcowa | Klasyfikacja końcowa | Lance Armstrong        | Thor Hushovd          | Michael Rasmussen   | Jarosław Popowycz        | T-Mobile Team          |

## Klasyfikacje końcowe

### Klasyfikacja generalna
| Pozycja | Zawodnik            | Drużyna           | Czas         |
| ------- | ------------------- | ----------------- | ------------ |
| 1.      | Lance Armstrong     | Discovery Channel | 86 h 15' 02" |
| 2.      | Ivan Basso          | CSC               | +4' 40"      |
| 3.      | Jan Ullrich         | T-Mobile          | +6' 21"      |
| 4.      | Francisco Mancebo   | Illes Balears     | +9' 59"      |
| 5.      | Aleksandr Winokurow | T-Mobile          | +11' 01"     |
| 6.      | Levi Leipheimer     | Gerolsteiner      | +11' 21"     |
| 7.      | Michael Rasmussen   | Rabobank          | +11' 33"     |
| 8.      | Cadel Evans         | Lotto             | +11' 55"     |
| 9.      | Floyd Landis        | Phonak            | +12' 44"     |
| 10.     | Óscar Pereiro       | Phonak            | +16' 04"     |

### Klasyfikacja punktowa
| Pozycja | Zawodnik            | Drużyna         | Punkty |
| ------- | ------------------- | --------------- | ------ |
| 1.      | Thor Hushovd        | Crédit Agricole | 194    |
| 2.      | Stuart O’Grady      | Cofidis         | 182    |
| 3.      | Robbie McEwen       | Lotto           | 178    |
| 4.      | Aleksandr Winokurow | T-Mobile        | 158    |
| 5.      | Allan Davis         | Liberty Seguros | 130    |

### Klasyfikacja górska
| Pozycja | Zawodnik          | Drużyna           | Punkty |
| ------- | ----------------- | ----------------- | ------ |
| 1.      | Michael Rasmussen | Rabobank          | 185    |
| 2.      | Óscar Pereiro     | Phonak            | 155    |
| 3.      | Lance Armstrong   | Discovery Channel | 99     |
| 4.      | Christophe Moreau | Crédit Agricole   | 93     |
| 5.      | Michael Boogerd   | Rabobank          | 90     |

### Klasyfikacja młodzieżowa
| Pozycja | Zawodnik           | Drużyna                      | Czas         |
| ------- | ------------------ | ---------------------------- | ------------ |
| 1.      | Jarosław Popowycz  | Discovery Channel            | 86 h 34' 04" |
| 2.      | Andriej Kaszeczkin | Crédit Agricole              | +9' 02"      |
| 3.      | Alberto Contador   | Liberty Seguros - Würth Team | +44' 23"     |
| 4.      | Maksim Iglinski    | Domina Vacanze               | +59' 42"     |
| 5.      | Jérôme Pineau      | Bouygues Telecom             | +1 h 12' 36" |

### Klasyfikacja drużynowa
| Pozycja | Drużyna           | Czas          |
| ------- | ----------------- | ------------- |
| 1.      | T-Mobile          | 256 h 10' 29" |
| 2.      | Discovery Channel | +14' 57"      |
| 3.      | CSC               | +25' 15"      |
| 4.      | Crédit agricole   | +55' 24"      |
| 5.      | Illes Balears     | +1 h 06' 09"  |

## Przeciętny uczestnik
- Najwyższy kolarz – Johan Vansummeren – 1,98 m
- Najniższy kolarz – Samuel Dumoulin – 1,58 m
- Najcięższy kolarz – Magnus Bäckstedt – 95 kg
- Najlżejszy kolarz – Leonardo Piepoli – 57 kg
- Najniższe tętno w spoczynku – Chris Horner i Laurent Lefèvre – 35 uderzeń na minutę
- „Przeciętny” kolarz wyścigu w 2005 r. miał 1,79 m wzrostu, ważył 71 kg, a jego tętno w spoczynku wynosiło 50 uderzeń na minutę